# Lac Mandeville
Le lac Mandeville est un lac situé dans la municipalité de Mandeville, dans la municipalité régionale de comté (MRC) D'Autray, dans la région administrative de Lanaudière, au Québec, au Canada.
Le lac Mandeville se situe à l’extrême Sud du sous bassin versant de la rivière Mandeville, laquelle se déverse dans la rivière Maskinongé qui coule vers le Sud-Est pour se déverser à son tour sur la rive Nord-Ouest du lac Saint-Pierre, dans le fleuve Saint-Laurent.

## Géographie
Le lac Mandeville épouse la forme d'une poire dont la partie amincie est orientée vers le Sud. Ce lac s'approvisionne surtout de la décharge du Lac Deligny, situé au nord-Est. Il recueille les eaux de huit ruisseaux dont deux drainant la partie Nord-Est du village de Mandeville et le ruisseau Saint-Jean (venant du Nord). L'embouchure du lac Mandeville est situé dans une baie au Sud du lac.
Le chemin du Lac-Mandeville ceinture le lac pour desservir les résidences et les chalets aménagés autour du lac.

## Toponymie
Le toponyme "Lac Mandeville" a été officialisé le 5 décembre 1968 à la Commission de toponymie du Québec.

## Écologie
Ce lac était particulièrement pollué jusqu'en 2010 à cause des élevages porcins et agricoles et cela causait une prolifération d'algues bleues. Pour remédier à cette situation, un comité des citoyens du lac Mandeville, organisme sans but lucratif, a été formé avec comme objectif de protéger l’environnement au lac Mandeville dans le sous bassin versant de la rivière Mandeville.
En collaboration avec Agir Maskinongé, l’association a encouragé et continue d'encourager les bonnes pratiques agricoles et s’assure que les agriculteurs ont les ressources pour contribuer à la santé du lac. L'association a aussi concentré ses efforts sur les riverains afin de les sensibiliser notamment sur l’importance des bandes riveraines, ces zones de plantes autour d’un lac qui agissent comme un filtre.
Ce travail collectif a permis d'améliorer sensiblement la qualité de l'eau, les coliformes fécaux ont disparu, et les restrictions sur la baignade sont rares (apparition des algues bleu-vert qui se nourrissent des nutriments).
Le départ des élevages d'animaux autour du lac a permis aussi d'améliorer la santé du lac.
Le lac est à présent poissonneux et dispose d'une grande diversité dans sa faune et sa flore.
Vu que c'est un lac peu profond et qu'il est chargé de nutriment, il reste contrôlé plusieurs fois par année et fait partie du programme du Réseau de surveillance volontaire des lacs du ministère de l'Environnement. Les tests qui sont publiés à chaque année officiellement et démontrent une amélioration constante de la qualité de l'eau. 